# Flandy Limpele

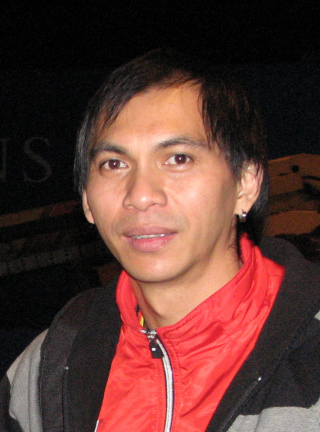
Flandy Limpele

Flandy Limpele (född 9 februari 1974) är en indonesisk idrottare som tog brons i badminton tillsammans med Eng Hian vid olympiska sommarspelen 2004 i Aten.

## Olympiska meriter

### Olympiska sommarspelen 2008
| Namn                            | Gren  | 32-delsfinal | 16-delsfinal | 8-delsfinal                            | Kvartsfinal                                   | Semifinal                                | Final                                     | Final |
| Namn                            | Gren  | Resultat     | Resultat     | Resultat                               | Resultat                                      | Resultat                                 | Resultat                                  | Plats |
| ------------------------------- | ----- | ------------ | ------------ | -------------------------------------- | --------------------------------------------- | ---------------------------------------- | ----------------------------------------- | ----- |
| (3) Flandy Limpele Vita Marissa | mixed |              |              | Hopp och Overzier (GER) W 21-12, 21-12 | Laybourn och Juhl (DEN) W 21-17, 15-21, 21-17 | \|Lee och Lee (KOR) L 9-21, 21-12, 17-21 | (4) He och Yu (CHN) L 21-19, 17-21, 21-23 | 4     |